# مون

نشان خانوادگی دودمان امپراتوری ژاپن، یک گل داودی با ۱۶ گلبرگ

مون (به ژاپنی: 紋)، که با نام‌های دیگری چون مونشو (به ژاپنی: 紋章)، موندوکورو (به ژاپنی: 紋所)، کامون و دایمون نیز شناخته می‌شود نشان‌هایی هستند که در ژاپن برای شناسایی افراد یا خاندان‌ها مورد استفاده قرار می‌گیرند. از آنجایی که مون می‌تواند دربرگیرنده نشان برای هر چیزی باشد، از کامون و موندوکورو برای نامیدن نام خاندان استفاده می‌شود.
مون شبیه نشان خانوادگی در آرم‌شناسی اروپاست که از آن‌ها برای شناسایی افراد یا خاندان‌ها در اروپا استفاده می‌شود.

## تاریخچه
مون می‌تواند به صورت طرحی پارچه‌ای برای قرار گرفتن بر لباس برای مجزا کردن افراد یا اعضای طایفه‌های مختلف بکار رود. منابع قرن نوزدهم به روشنی بیان می‌کنند که از مون برای متمایز شدن افراد استفاده می‌شده به ویژه در زمان جنگ. مون را بر پرچم، چادرها و تجهیزات نقش می‌بستند.

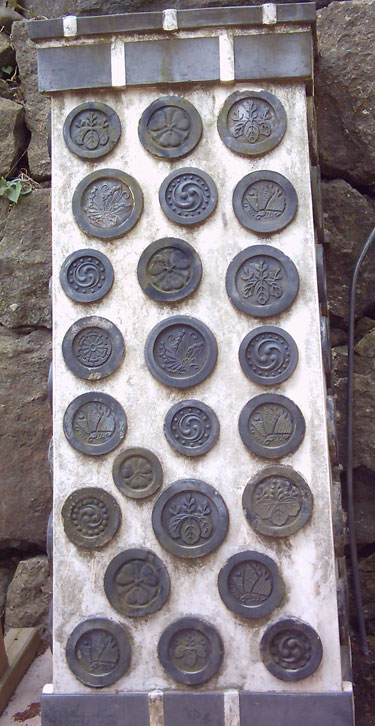
مون‌های گوناگون بر دیواره قصر هیمجی.

همچنان که در آرم‌شناسی اروپا می‌بینیم، مون در آغاز تنها به‌دست مردمان طبقات بالای اجتماع مورد استفاده قرار می‌گرفت ولی به تدریج به‌کارگیری آن به‌دست افراد دیگر اجتماع نیز عادی شد. در هنگام نبرد با وجود اینکه مون‌های خاندان‌های مختلف یکسان نبوده، از آن به اندازه پرچم اصلی ارتش استفاده می‌کرده‌اند. مون‌ها را سازمان‌های مختلفی همچون امورخیریه، صنفهای صنعتی، معابد، گروه‌های نمایشی و حتی گروه‌های تبهکار نیز بکار می‌برند. معمولاً بر لباس سنتی ژاپنی، مون مربوط به پوشنده لباس نیز قرار دارد. مردمان عادی بدون نشان نیز اغلب نشان پشتیبان یا سازمانی را که بدان تعلق دارند به‌کار می‌برند. 
به‌کارگیری مونی که متعلق به فرد دیگریست کار درستی نیست و به‌کارگیری مون متعلق به فردی از درجه اجتماعی بالاتر کار زشتیست. معمولاً هنگامی که بر سر یک مون اختلاف نظر پیش بیاید فرد از درجه اجتماعی پایین‌تر، مون خود را عوض می‌کند تا توهینی به فر دیگر نکرده باشد. مون‌هایی که توسط خاندان‌های حاکم ژاپن به‌کار رفته‌اند همچون نشان توکوگاوا یا نشان پادشاهی، دارای حمایت قانونی در برابر استفاده غیرمجاز هستند.
گاهی خاندان‌های حامی، اجازه به‌کارگیری مون خود را به ملازمان و خدمتکاران خود می‌دهند. همچون اعطای نام خانوادگی خود، اعطای جواز استفاده از مون هم برای افراد مستخدم آن خاندان افتخار بزرگیست. البته اربابان می‌توانند عناصری از مون خود یا مونی کاملاً متفاوت را نیز برای خدمه خود در نظر بگیرند.

## طراحی
قانون یا روش از پیش تعیین‌شده‌ای برای طراحی مون وجود ندارد. بیشتر مون‌ها به شکل دایره‌ای و شامل نمادها یا تصاویری از گیاه، حیوان، ابزارهای دست‌ساز، اشیا طبیعی یا الهی هستند که تا حدی انتزاعی شده‌اند. نشانه‌های مذهبی، اشکال هندسی و واژگان کانجی نیز بسیار بکار رفته‌اند. همچون سپر در آرم‌شناسی اروپایی، مون‌ها بر اساس تصویر داخل خود نامگذاری می‌شوند ولی قانون خاصی برای نامگذاری آن‌ها وجود ندارد. نقش یک مون دارای فرمول خاصی نیست و نسخه‌های مختلف از آن با تفاوت‌های کوچک می‌تواند وجود داشته باشد اما بیشتر قسمت‌های آن‌ها یکسان بوده و در طول زمان استاندارد می‌شوند.
میزان تحمل اختلاف نسخه‌های متفاوت مون برای هر مون متفاوت است. به عنوان مثال گل پائولونیا با ۵-۷-۵ گلبرگ، تنها متعلق به نخست‌وزیر ژاپن است، درحالی‌که نماد این گل را با گلبرگ‌های کمتر هر کس دیگری می‌تواند مورد استفاده قرار دهد.

### نامگذاری
برخی از عبارات در نامیدن مون‌ها رایج هستند همچون:
- چیگای: صلیب
- داکی: دارایی
- موکای: نما
- مارونی: در یک دایره
- میتسو: ۳
- یوتسو: چهار
- گو: پنج

## به‌کارگیری امروزین
می‌توان گفت تمام خانواده‌های امروزین ژاپن دارای مون هستند. اگر کسی نیاز به مون داشت می‌تواند به دفترهای ثبت معابد محل زندگی اجداد خود مراجعه کرده یا یکی از بیشمار انتشارات شجره‌نامه‌شناسی رایزنی کند. کسانی که مراسم عروسی، خاکسپاری یا دیگر مراسم را برگزار می‌کنند نیز می‌توانند در یافتن مون مربوط به هر شخص کمک کنند.

نشان میتسوبیشی، سه متوازی‌الأضلاع به شکل یک مون

هنوز هم می‌توان مون را به‌طور گسترده در فروشگاه‌ها و مغازه‌ها یا مراسم گوناگون دید. حتی رستوران‌های سوشی نیز مون مربوط خود را بر نشان‌هایشان دارند. می‌توان سفال‌های خانه‌های کهنه را هنوز دید که مون مخصوص خود را دارند. همچنین می‌توان مون را به‌طور گسترده بر بسته‌بندی‌های مواد غذایی همچون سنبی، ساکی و توفو دید.
اشیایی که حرفه، هنر یا تخصص کسی را نشان می‌دهند نیز اغلب به عنوان مون انتخاب می‌شوند. مثلاً یک بادبزن می‌تواند توسط یک گیشا انتخاب شود. همچنین یک زن می‌تواند مون دوران پیش از ازدواج خود را همچنان نگاه داشته و به فرزندان خود نیز بدهد بدون اینکه نیاز به تغییر آن به مون پدر یا شوهرش باشد.
مون باعث رسمی شدن یک کیمونو می‌شود. یک کیمونو ممکن است یک، سه یا پنج مون داشته باشد. خود مون‌ها هم می‌توانند کم یا زیاد رسمی‌باشند. هرچه شمار مون‌های کیمونو بیشتر باشد رسمی تر است و نحوه قرار گرفتن آن‌ها هم در میزان جلب توجه و رسمی‌تر بودن آن‌ها مهم است. در لباس طبقه حکمرانان، مون بر دو طرف سینه، پشت و روی دو آستین قرار دارد. در طبقه جنگجویان بر روی کلاه‌خود، بالاتنه زره، پرچم و بقیه مکان‌های می‌تواند باشد. مون می‌تواند بر صندوق، چادر، بادبزن و بسیاری دیگر از اشیاء مهم قرار داشته باشد.
همانند گذشته، مون‌های جدید به جز مون‌های سلطنتی توسط قانون سنجیده نمی‌شوند. برخی از دولت‌های محلی، سازمان‌ها یا شرکت‌ها می‌توانند از مون خود به عنوان نشان تجاری استفاده کرده و از محافظت قانونی آن‌ها برخوردار شوند اما مون‌های دیگر توسط قانون محافظت نمی‌شوند. از بهترین نمونه‌های شناخته شده لوگوهای تجاری می‌توان به لوگوی میتسوبیشی (به معنی سه شاه‌بلوط آبی) اشاره کرد که به شکل سه متوازی‌الأضلاع نمایان شده‌است. از نمونه‌های دیگر می‌توان به مون کیکومان اشاره کرد که مون خود مؤسس آن است.

## نگارخانه

نشان خاندان توکوگاوا، سه برگ گل ختمی در یک دایره.
گل پالونیا نشان دفتر نخست‌وزیری ژاپن است و یک مون محافظت‌شده‌است.
آگهانوچو، پروانه‌ای که نشان خاندان تایرا است.
چیگای کوگینوکی، نشان نخست‌وزیر پیشین ژاپن تارو آسو.
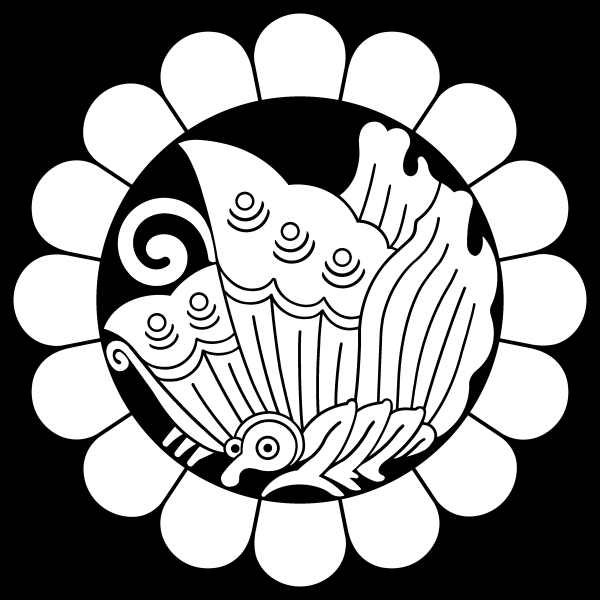
کیوبو چو.
چیگای بیشی.
گیون ماموری.
گومایساسا، پنج برگ بامبو.
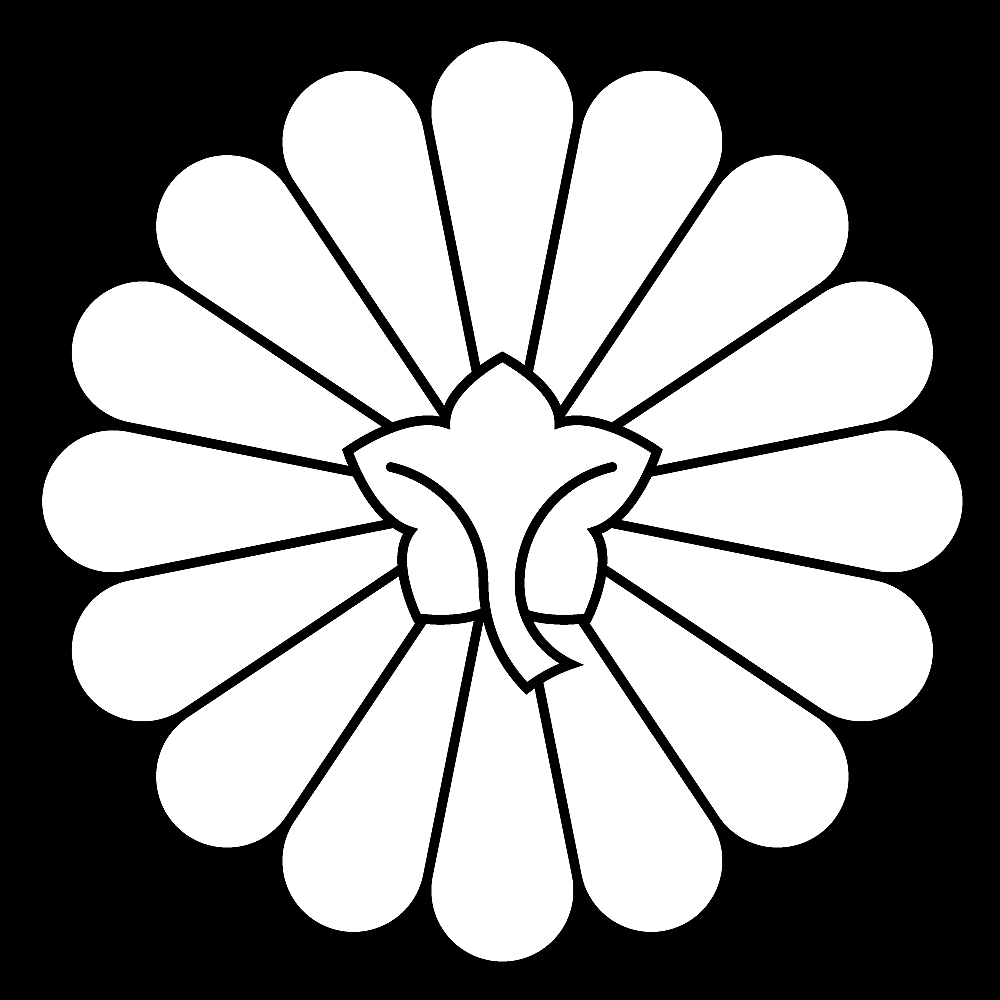
جوروکو هوراگیکو، نشان خانواده اشرافی هیروهاتا.
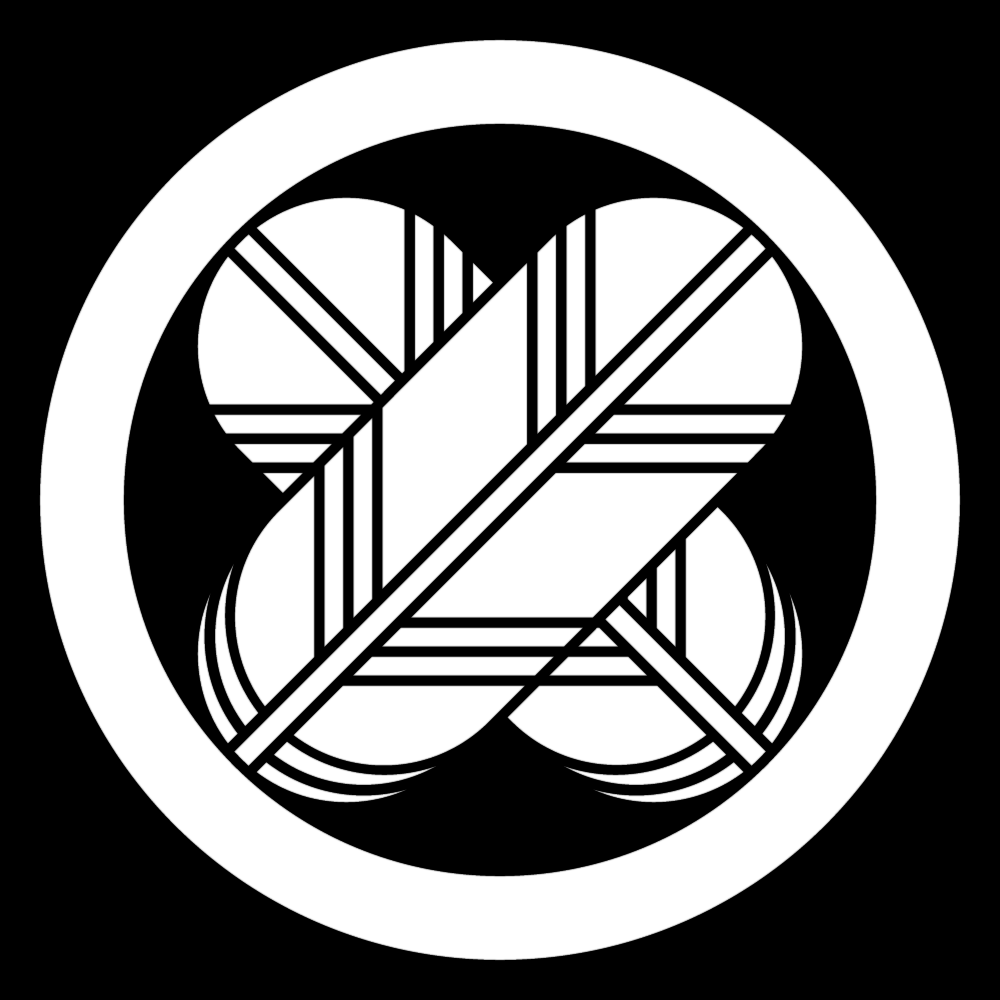
مارونی چیگای تاکانوها، دو پر شاهین، نشان خاندان آسانو.
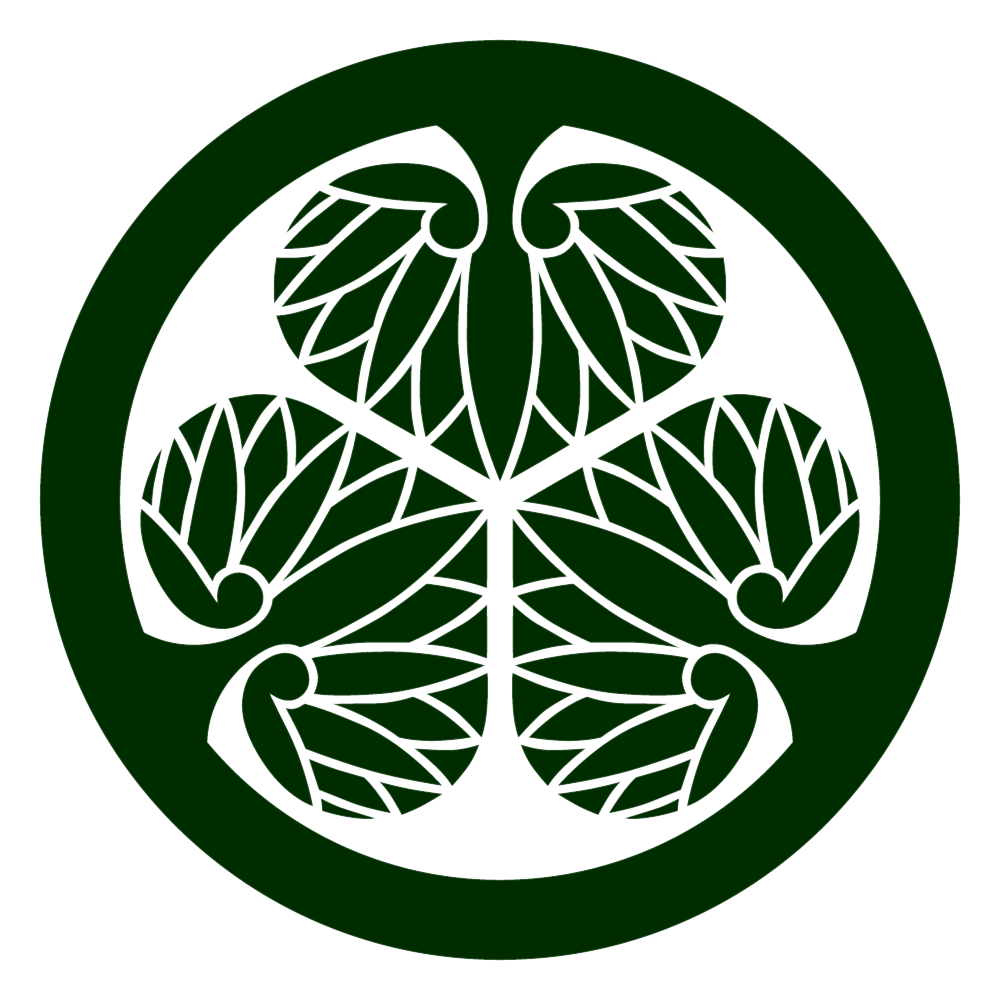
مارونی میتسو آئوی، نشان ختمی خاندان توکوگاوا.
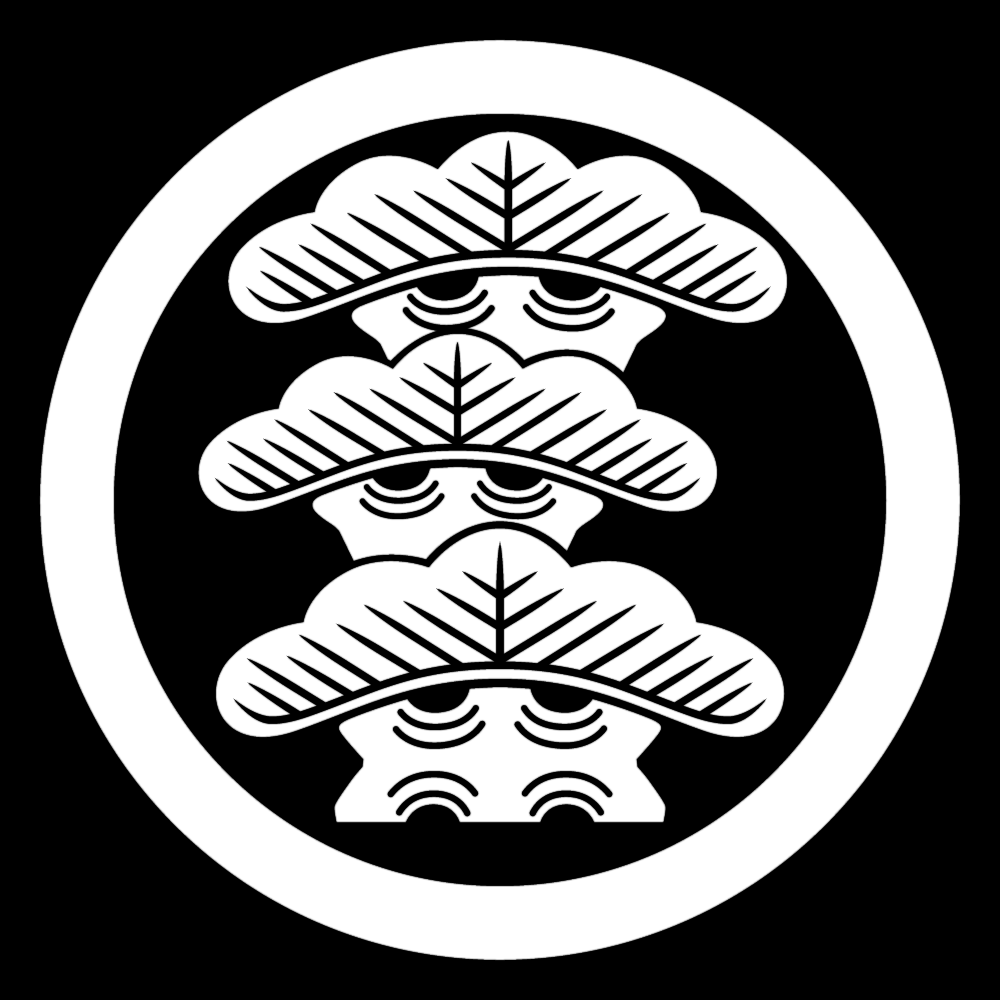
مارونی هیداری سانگایماتسو.
میتسو اوروکه، سه پولک اژدها، نشان خاندان هوجو
میتسوگومی تایچیبانا.
میتسو ایرکوماسو، نشان خانواده ایچیکاوا از بازیگران کابوکی.
موسوبی میتسوگاشیوا.
ناکاگاواکه کوروسو، صلیب خانواده ناکاگاوا.
ساساریندو، برگ بامبو و گل‌های کوشاد، نشان خاندان میناموتو.
سومیکیراکونی هاناکاکو.
تاچی اوموداکا.
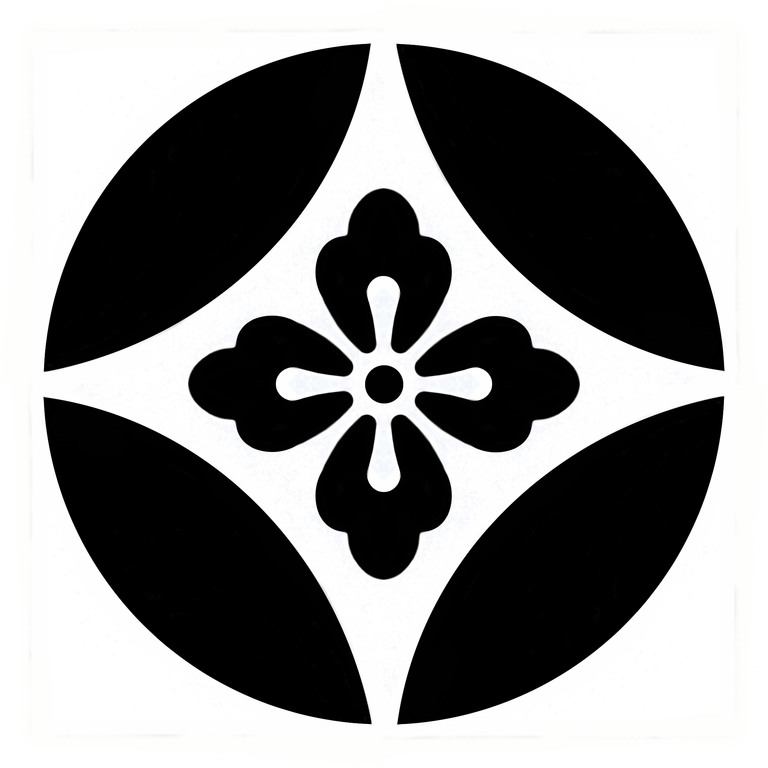
هانا واچیگای، نشان خاندان ایزومو گنجی.
یوتسو هانابیشی، نشان خاندان یاناگیساوا.
نشان سازمانی گروه یاکوزای یاماگوچی-گومی؛ این گروه بزرگترین و شناخته‌شده‌ترین گروه یاکوزای ژاپن است.
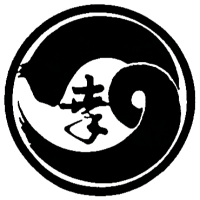
نشان سازمانی گروه یاکوزای گودا-ایکا؛ این گروه بزرگترین گروه یاکوزای استان یاماگوچی است.
نشان خاندان اوتومو که در دوره‌های کاماکورا و سن‌گوکو قدرت داشت.
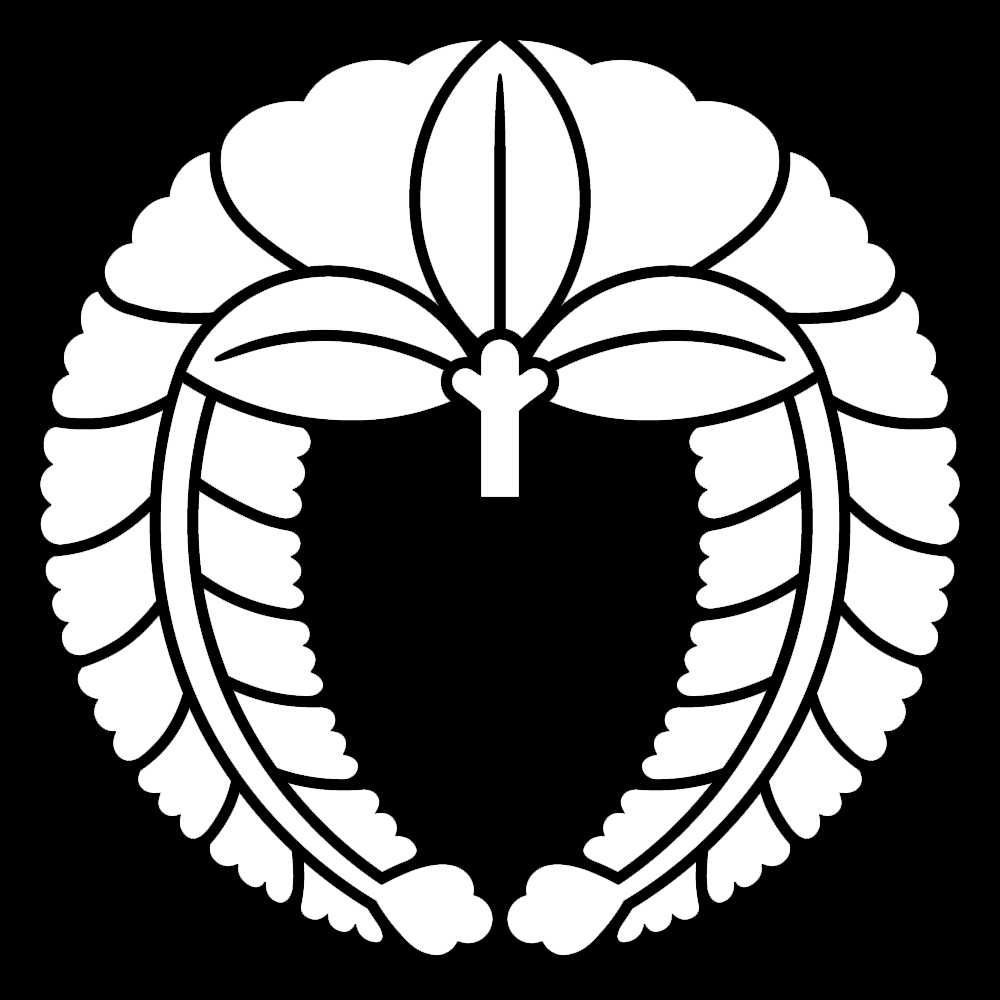
نشان خاندان فوجی‌وارا که در سده‌های نهم تا یازدهم میلادی بر امپراطوری ژاپن تسلط داشتند.
نشان خاندان هوندا.
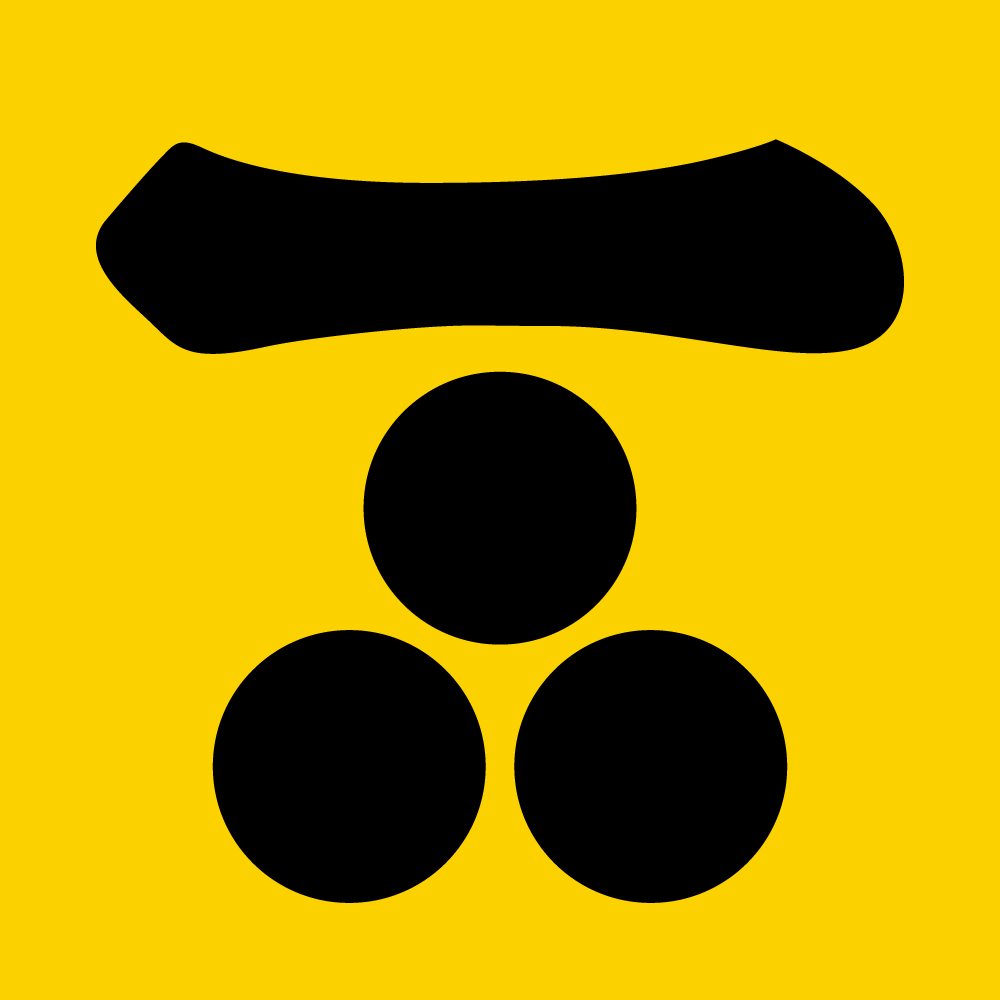
نشان خاندان موری.
نشان شاخه مینوکونی از خاندان ایکدا.
نشان خاندان هاچیسوکا.
نشان خاندان توکی؛ این خاندان از خانواده‌های قدرتمند بود که از دوره کاماکورا تا دوره ادو در بخش‌هایی از ژاپن فرمانروایی می‌کرد.
نشان خانواده کوجو که شاخه‌ای از خاندان فوجیوارا بود.
نشان خاندان آشی‌کاگا که شوگون‌سالاری آشی‌کاگا را بنیان نهادند و از سده چهاردهم تا شانزدهم میلادی بر ژاپن فرمانروایی می‌کردند.
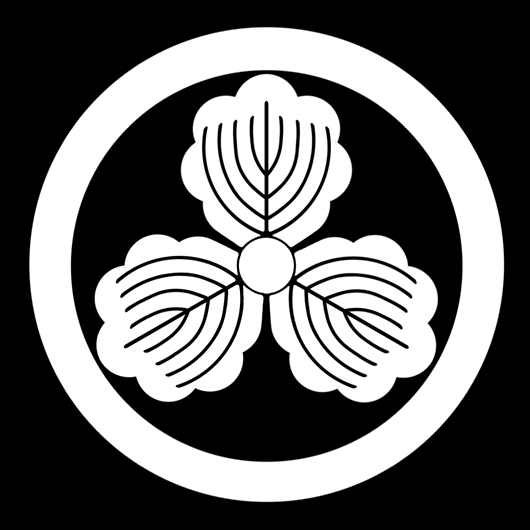
نشان خاندان ماکینو که شاخه‌ای از خاندان میناموتو در دوره ادو بودند.
نشان خاندان سانادا.
نشان خاندان اوگاساوارا که از خاندان‌های قدیمی سامورایی ژاپن هستند.
نشان خاندان داته که از خاندان‌های قدیمی سامورایی ژاپن هستند.
نشان خاندان یاگیو.
یک مون برگرفته از گل پائونیا سوفروتیکوسا.
یک مون برگرفته از بادبزن.
یک مون برگرفته از بادبزن.
یک توری‌ئی که نشان خاندان توری است.
نشان دیگر خاندان توری.
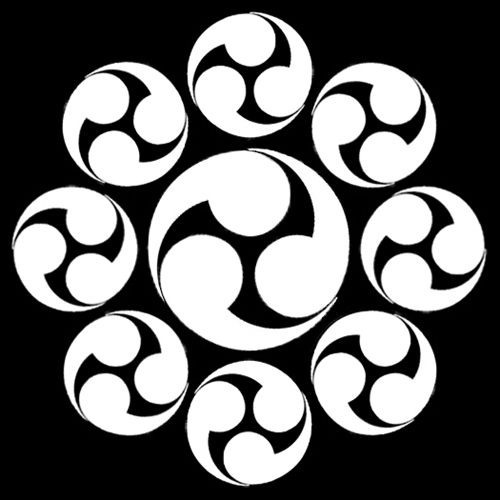
نشان خاندان یاگیو.
نشان خاندان ایتاکورا.
یکی از نشان‌های معبد ایتسوکوشیما.
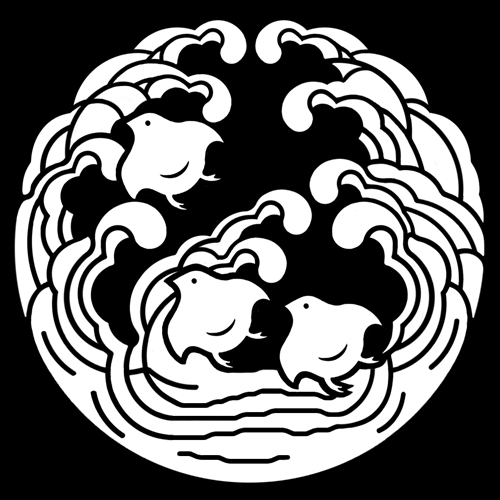
یک مون که از طبیعت الهام گرفته‌است.
یک مون برگرفته از سه درنا.